# Spreehafenviertel

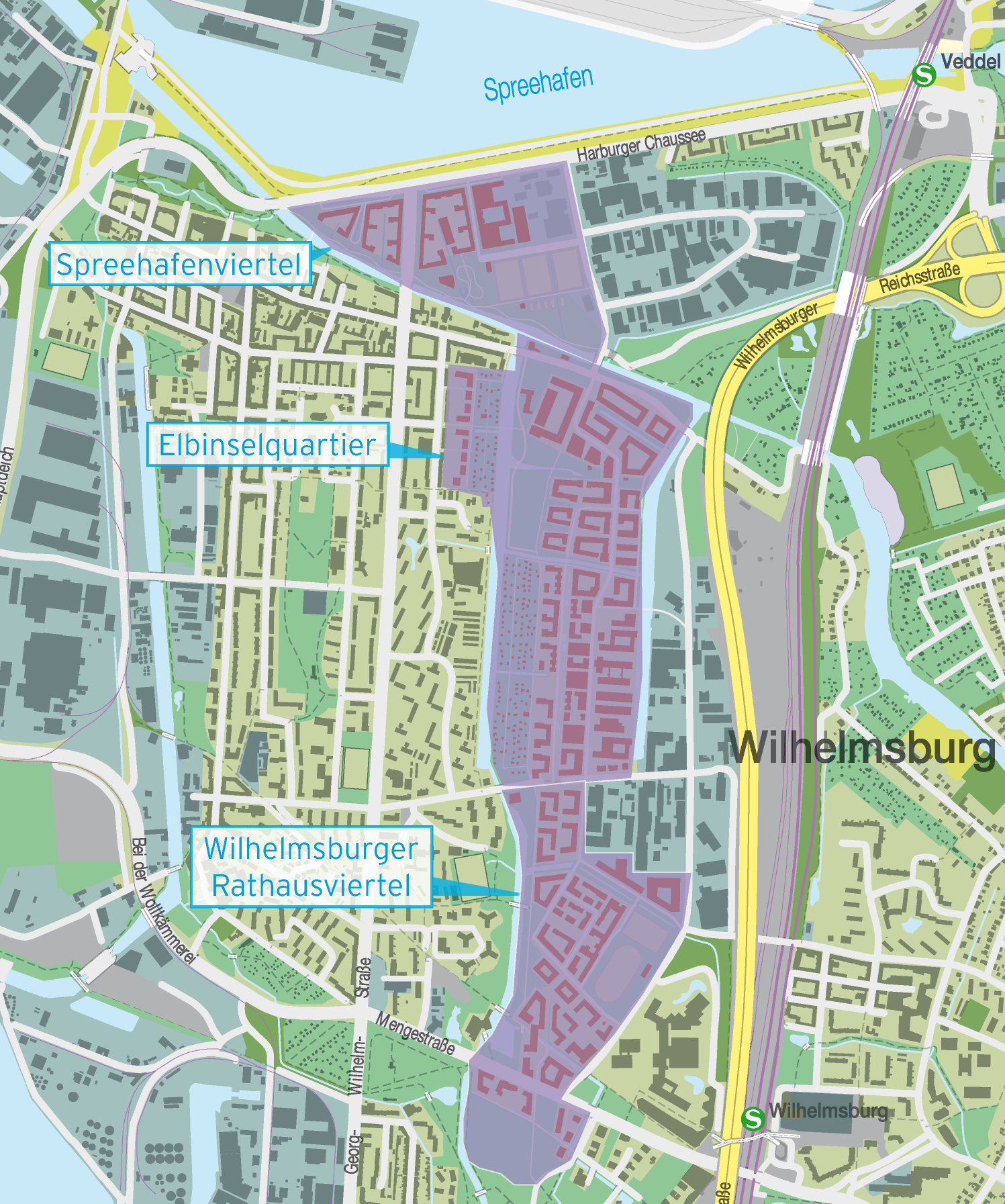
Das Spreehafenviertel in Hamburg-Wilhelmsburg

Das Spreehafenviertel ist ein etwa 20 Hektar großes Gebiet in Hamburg-Wilhelmsburg. Dort sollen etwa 1.100 Wohnungen und etwa 31.000 m² Brutto-Grundfläche Gewerbeflächen sowie Frei- und Grünflächen entstehen. Umweltschützer kritisieren die dafür notwendige Abholzung eines Waldes.

## Lage
Das Spreehafenviertel befindet sich im Norden Wilhelmsburgs und grenzt an das Südufer des Spreehafens an, der sich mit der Öffnung im Jahr 2013 im Rahmen der Internationalen Bauausstellung IBA Hamburg zu einem beliebten Naherholungsgebiet entwickelt hat.
Die Lage des dreieckigen Gebietes wird durch den Spreehafen inklusive Deich im Norden, das gründerzeitliche Reiherstiegviertel im Süden sowie ein angrenzendes kleines Gewerbegebiet im Osten bestimmt. Das Spreehafenviertel soll eine neue Stadtkante sowie den nördlichen Abschluss der zusammenhängenden Gebiete Wilhelmsburger Rathausviertel und Elbinselquartier bilden.

## Planungsprozess
Die Grundlage für die Entwicklung des Spreehafenviertels ist das durch den Hamburger Senat verabschiedete städtebauliche Rahmenkonzept „Hamburgs Sprung über die Elbe – Zukunftsbild 2013+“. In diesem werden unter anderem planerische Leitlinien für die Entwicklung der Elbinseln von Wilhelmsburg festgelegt. Gemeinsam mit dem Bürgerbeteiligungsverfahren „Perspektiven! – Miteinander planen für die Elbinseln“ bildet dieses Konzept die Grundlage der Quartiersentwicklung.
Das städtebaulich-freiraumplanerische Verfahren „Neue urbane Nachbarschaften“ für das Spreehafenviertel führte zwischen Juli 2017 und Dezember 2017 die IBA Hamburg GmbH gemeinsam mit der Behörde für Stadtentwicklung und Wohnen und dem Bezirksamt Hamburg-Mitte durch. Das Planungsverfahren wurde von einer umfangreichen Bürgerbeteiligung mit Onlinebeteiligung, Öffentlichen Veranstaltungen und Planungsworkshops begleitet.

## Entwurf
Aus dem Planungsverfahren „Neue urbane Nachbarschaften“ ging der gemeinsame Entwurf der Architekturbüros BIWERMAU Architekten BDA und WES LandschaftsArchitektur aus Hamburg als Sieger hervor. Dieser sieht neben etwa 1.000 Wohneinheiten neue Gewerbeflächen, KITAS und den Ausbau der bereits vorhandenen Sportanlagen (Fußball/Tennis) vor. Ein zentraler öffentlicher Platz am Wasser sowie die Anbindung an die bestehenden Nachbarschaften, insbesondere das angrenzende Reiherstiegviertel, sind wesentliche Bestandteile dieses Entwurfs. Das städtebauliche Konzept begegnet der Harburger Chaussee im Norden mit einer geschlossenen Blockrandstruktur. Wichtiger Bestandteil der Planungen sind die erhaltenen Grünräume an der Landschaftsachse entlang des Ernst-August-Kanals. Hier werden auch neue Radwegverbindungen sowie ein großer naturnaher Kinderspielplatz geschaffen.

## Konflikte
Für das neue Wohnbaugebiet müssen gut 8 ha Wald gerodet werden. Es handelt sich um einen Sukzessionswald, der auf von der Sturmflut 1962 geschaffenen Überschwemmungsflächen aufwuchs. Für den Erhalt des sogenannten Wilden Waldes hat sich eine Bürgerinitiative gegründet, die mit Baumbesetzungen und Mahnwachen auf ihr Anliegen aufmerksam macht. Auch der Hamburger Landesverband des NABU lehnt die Rodung in dem hochverdichteten Stadtteil ab, zumal der Auwald auch einen Schutz vor den Emissionen aus dem Hafenbereich biete. Der Hamburger BUND findet es unverantwortlich, auf Kosten der Waldfläche ein neues Wohngebiet zu bauen, das zudem nicht einmal die Potentiale für klimagerechtes Bauen ausschöpfe. Auch die Schutzgemeinschaft Deutscher Wald lehnt die Rodung des Waldes ab und weist darauf hin, dass die Hamburger Bezirke durch den Hamburger Koalitionsvertrag von 2020 eigentlich zur Aufforstung der Hamburger Wälder verpflichtet seien.